# Heartland (gruppo musicale)
Gli Heartland sono un gruppo musicale britannico, formato nel 1990 dal cantante Chris Ousey.

## Descrizione
Gruppo di genere AOR, nel 2021 ha pubblicato il nuovo singolo Foreign Land.

## Formazione

### Attuale
- Chris Ousey - voce
- Mike Slamer - chitarra
- Barish Kepic - chitarra
- Ged Rylands - tastiera
- Wayne Banks - basso
- David Anthony - batteria

### Ex componenti
- Steve Morris - basso
- Bert Baldwin - tastiera
- Harry James - batteria
- Gary Sharp - chitarra
- Steve Gibson - batteria

## Discografia

### Album in studio
- 1991 - Heartland
- 1994 - Wide Open
- 1996 - Heartland III
- 1996 - Bridge of Fools
- 1998 - Miracles by Design
- 1999 - When Angels Call
- 2000 - As It Comes
- 2002 - Communication Down
- 2005 - Move On
- 2007 - Mind Your Head
- 2021 - Into the Future

### Raccolte
- 2011 - Travelling Through Time

### Singoli
- 1991 - Carrie Ann
- 1991 - Fight Fire With Fire
- 1991 - Real World